# Stemmiulus biroi
Stemmiulus biroi är en mångfotingart som beskrevs av Filippo Silvestri 1916. Stemmiulus biroi ingår i släktet Stemmiulus och familjen Stemmiulidae. Inga underarter finns listade i Catalogue of Life.